# Bernhard Kühl
Bernhard Oskar Robert Kühl (* 25. Mai 1886 in Memel; † 22. Februar 1946 im Speziallager Sachsenhausen) war ein deutscher General der Flieger im Zweiten Weltkrieg.

## Leben
Beförderungen
- 28. Februar 1905 Fähnrich
- 27. Januar 1906 Leutnant
- 16. Juni 1913 Oberleutnant
- 27. Januar 1915 Hauptmann
- 1. April 1927 Major
- 1. Oktober 1931 Oberstleutnant
- 1. April 1934 Oberst
- 1. April 1936 Generalmajor
- 1. Februar 1938 Generalleutnant
- 1. April 1939 General der Flieger

### Frühe Jahre und Erster Weltkrieg
Kühl wurde als Sohn eines Oberzollinspektors in Memel in Ostpreußen geboren. Seit 1905 Berufssoldat beim 4. Westpreußischen Infanterie-Regiment Nr. 140, absolvierte er ab 1913 die Preußische Kriegsakademie und war ab 1914 bei der Feldflieger-Abteilung 37 des Deutschen Heeres tätig. Ab 22. April 1916 war er Kommandeur der 26., dann der 45., der 1. und 202. Fliegerabteilung und im Mai–Juli 1918 Kommandant der Fliegergruppe des VII. Armee-Korps. Mit der militärischen Niederlage Ende 1918 und der Auflösung des deutschen Kaiserreichs wurden alle Flieger- und Luftschiffertruppen in Heer und Marine demobilisiert. Kühl diente 1919 in einer Freiwilligen-Kompanie im Grenzschutz.

### Zwischenkriegsjahre
Entsprechend den Bestimmungen des Versailler Vertrags kam die Militärluftfahrt in Deutschland ab 1919 offiziell zum Erliegen. Kühl war neben seiner offiziellen Tätigkeit beim 4. (Preußischen) Infanterie-Regiment beim getarnten Aufbau einer Fliegertruppe der Reichswehr in der Heeres-Organisations-Abteilung (T 2) des Reichswehrministeriums tätig. Am 1. Oktober 1923 wurde er offiziell in das Reichswehrministeriums versetzt. Aufgrund der im Vertrag von Rapallo 1922 vereinbarten deutsch-sowjetischen Militärkooperation betrieb die Reichswehr seit 1925 ein geheimes Flugzentrum bei Lipezk.
Kühl war auch in seiner Zeit vom 1. Oktober 1926 bis zum 31. März 1928 als Ausbilder an der Kavallerieschule Hannover und als Battaillons-Komandeur beim 1. (Preußischen) Infanterie-Regiment Berater des Reichswehrministeriums in Fragen der Luftwaffe. 1933 bis 1935 war er Chef der 1. Operations-Abteilung im Reichsluftfahrtministerium (RLM) und 1935 kurzzeitig Chef des Führungsstabes im Reichsluftfahrtministerium. 1935 bis 1937 war er Höherer Fliegerkommandeur II. Am 1. Juli 1937 wurde er wieder Chef des Operationsstabes der Luftwaffe und am 1. Februar 1938 Generalinspekteur unter gleichzeitiger Ernennung zum Generalleutnant. Am 1. April 1939 wurde er zum General der Flieger ernannt.

### Zweiter Weltkrieg
Zu Beginn des Krieges war er Offizier z.b.V. beim Reichsluftfahrtminister und Oberbefehlshaber der Luftwaffe Hermann Göring. Von Juni 1940 bis Juli 1943 war er Chef des Ausbildungswesens der Luftwaffe. Am 31. Oktober 1943 wurde er in den Ruhestand verabschiedet. Göring hatte ihn aus unbekannten Gründen zum Rückzug gedrängt. Kühl wurde 1945 von den Sowjets festgenommen und starb 1946 im NKWD-Speziallager Sachsenhausen.

## Familie
Seine Frau Katharina (1894–1976) war eine Enkelin Lina Morgensterns und jüdischer Herkunft. Inwieweit Göring die Beziehung schützte und ob er 1938 die Trennung nach Aufforderung durch Adolf Hitler durchsetzte, ist nicht gesichert. Sein Sohn Heinz-Jürgen Kühl starb 1942 als Offizier des Afrikakorps.

## Auszeichnungen
- Eisernes Kreuz II.  und I. Klasse
- Ritterkreuz des Hausordens von Hohenzollern mit Schwertern
- Ehrenkreuz des Weltkrieges mit Schwertern (1934)
- Dienstauszeichnung der Wehrmacht: IV. bis I. Klasse
- Medaille zur Erinnerung an den 1. Oktober 1938 mit Spange
- Medaille zur Erinnerung an die Heimkehr des Memellandes
- Kriegsverdienstkreuz 2. Klasse mit Schwertern und 1. Klasse mit Schwertern
- Gran Orden Imperial de las Flechas Rojas (Spanien, April 1942)
- Ritterkreuz zum Kriegsverdienstkreuz mit Schwertern (16. November 1943)[5]